# Darázsderék

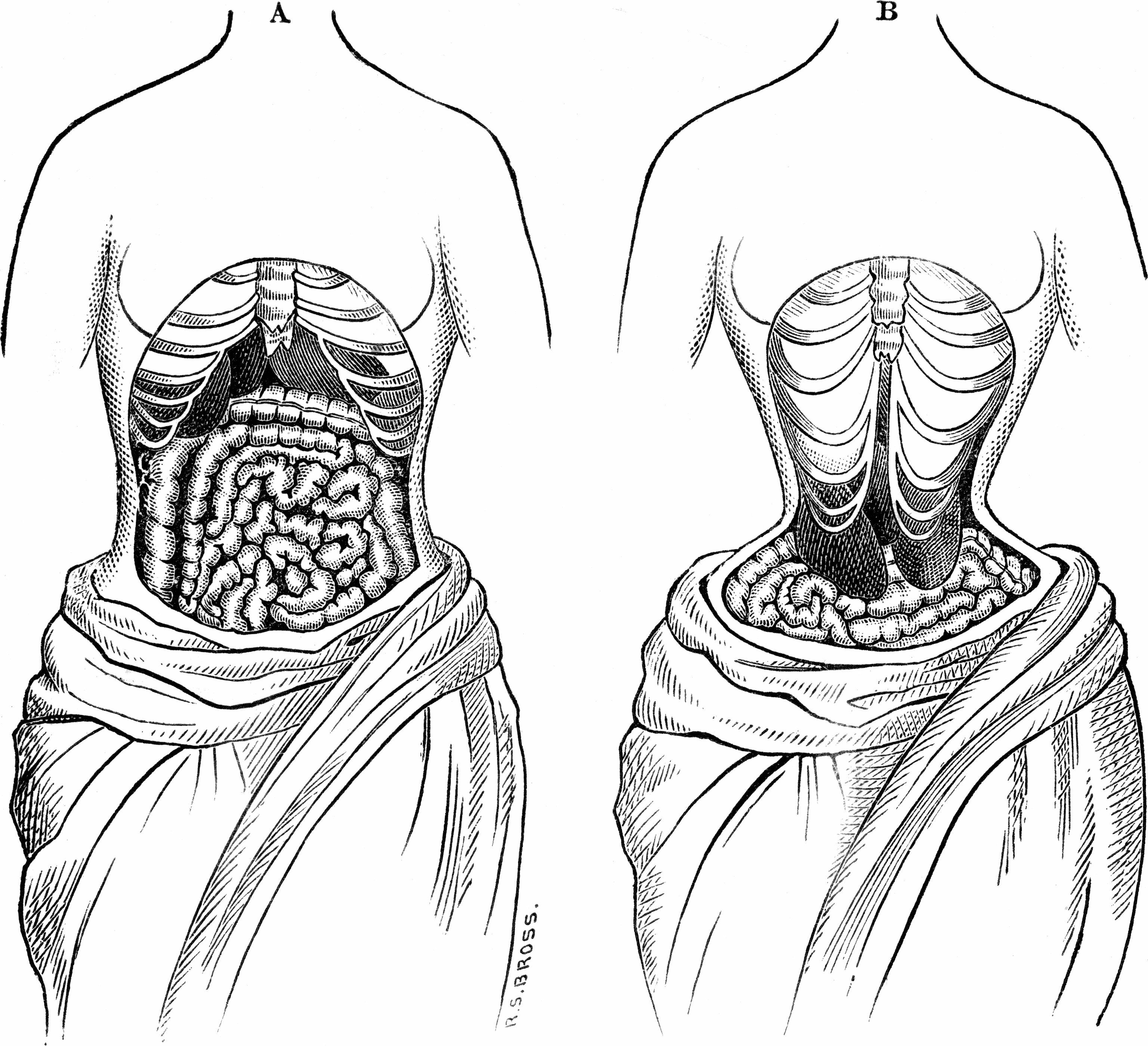
A két rajz azt szemlélteti, hogy a szorosan viselt fűző milyen változásokat idéz elő a női testben a korabeli orvosok elképzelése szerint (1884)

A darázsderék a fűzőviselés extrém módjával érhető el, mely során legalább 20%-kal csökkenti az eredeti derékméretét a viselője. Ez a homokóraalakot alapul véve azt jelenti, hogy a derékméret mindössze 50–55%-a a csípőméretnek, vagy még ennél is karcsúbb.

## A darázsderék elérése
A derék karcsúsítására számtalan edzési módszer létezik, de ilyen mértékű csökkenés egyiktől sem várható. Ezekkel nagyon tetszetős homokóra forma érhető el, de a természetes derékméret nem tud ilyen mértékben lecsökkenni. Erre a célra különleges fűzőket kell használni. Ezek a fűzők különböznek az általános divat-, konfekció- illetve alakformáló fűzőktől. Megerősített szerkezetűek, mert rendkívül nagy nyomást kell kifejteniük a derék és a bordák területére. Kivétel nélkül egyedileg, rendelésre készülnek, különös gonddal, hogy illeszkedjen a viselője anatómiai adottságaihoz, az ebből adódó sérülések elkerülése érdekében. Egy-egy ilyen fűzőt addig hordanak, míg teljesen be nem tudják fűzni. Ilyenkor egy újabb fűzőt rendelnek, melynek szabása eltér az előzőtől, hogy csak derékméretében legyen szűkebb attól. Így lehet lépésről lépésre elérni a kívánt derékméret. Ahhoz, hogy a szervezet hozzá tudjon szokni a szűkebb méretekhez, és ez által újabb centiméterekkel tovább lehessen szorítani, a fűzőt éjjel-nappal erősen fűzve kell hordani.
Vannak akik még ennél is tovább mennek. Nem elegendő számukra a fűző által elért vékony derék, hanem kés alá fekve, műtétileg távolíttatják el az alsóbb bordáikat, ezzel módosítva anatómiai adottságaikat, a kívánt sziluett elérése érdekében.

## Hatása az egészségre
A darázsderék kialakításához a fűzőt erősen fűzve kell hordani, mely egyben azt is jelenti, hogy át kell lépni azt a határt, mely a fűző kockázatmentes viselését biztosítja. Hatására a belső szervek elmozdulnak, deformálódnak a bordák. Mivel a has, és az alsó bordák le vannak szorítva, így légzéskor ezek mozgása korlátozott, ezáltal csökken a légzési kapacitás. Továbbá, még emésztési zavarok is előfordulhatnak.
A fűző szoros viselése korántsem veszélytelen. Feltételezések szerint a szoros fűző is közrejátszhatott Joseph Hennella nőimitátor 1912-ben bekövetkezett halálában.
Az erősen fűzött alakkal élők számára fontos a rendszeres orvosi felügyelet az egészségügyi kockázatok minimalizálása érdekében.

## Néhány darázsderekú személy
Napjainkban nem általános a fűzőviselés, így nehéz elképzelni egy utcajelenetet a fűző fénykorában. Gyakran társítják a fűzőt a darázsderékkal, mivel a darázsderékhoz feltétlenül fűzőt kell hordani, de az, hogy valaki fűzőt hord még nem jelenti azt, hogy erősen is fűzi. Ahogy napjainkban, úgy a régi időkben is viszonylag kevés ember választotta ezt, és nem csak a hölgyek. A férfiak táborából példa Mr. Pearl, akinek derékmérete 45 cm, kisebb mint Erzsébet magyar királynénak (Sissy), akinek messze földön híres vékony dereka kb. 50 cm volt. Egy másik híres ember, akinek lélegzetelállítóan vékony dereka volt, Polaire francia színész- és énekesnő 33-36 cm-es (13-14 in.) derékmérettel. A valaha jegyzett legvékonyabb derékkal Ethel Granger rendelkezett 33 cm-es (13 in.) derékbőséggel. Cathie Jung bekerült a Guinness Rekordok Könyvébe, mint a legvékonyabb derekú élő személy 38 cm-es (15 in.) derékmérettel. Dita Von Teese dereka pedig csak 42 cm (16,5 in.).

## A szoros fűzés tartóssága
A derék egy rendkívül rugalmas része a testnek. Pont ez teszi olyan alakíthatóvá. Azonban, ha valaki felhagy a szoros fűző viselésével, akkor ugyanígy a derék visszatér a normál formájához. Napjainkból példa erre Michèle Köbke berlini hölgy. 20 éves kora óta hordott fűzőt, majd elkezdte erősen fűzni magát. 4 év fűzőviselés során az eredeti 64 cm-es derékméretét 40 cm-re húzta össze, miközben a természetes derékmérete – azaz amikor levette a fűzőjét – 55 cm-re csökkent. Ekkor még azt tűzte ki a céljának, hogy tovább csökkentve derékméretét megdönti Cathie Jung Guinness rekordját. Azonban 2014 elején úgy döntött, hogy leveti a fűzőjét. Az év vége felé a dereka visszanyerte régi formáját, és újra 63 cm-es lett. A régi fűzőjét, melyet egy évvel korábban még napi rendszerességgel koppanásig összehúzva hordott, már felvenni sem tudta, nemhogy befűzni bele magát.

## Fotógaléria

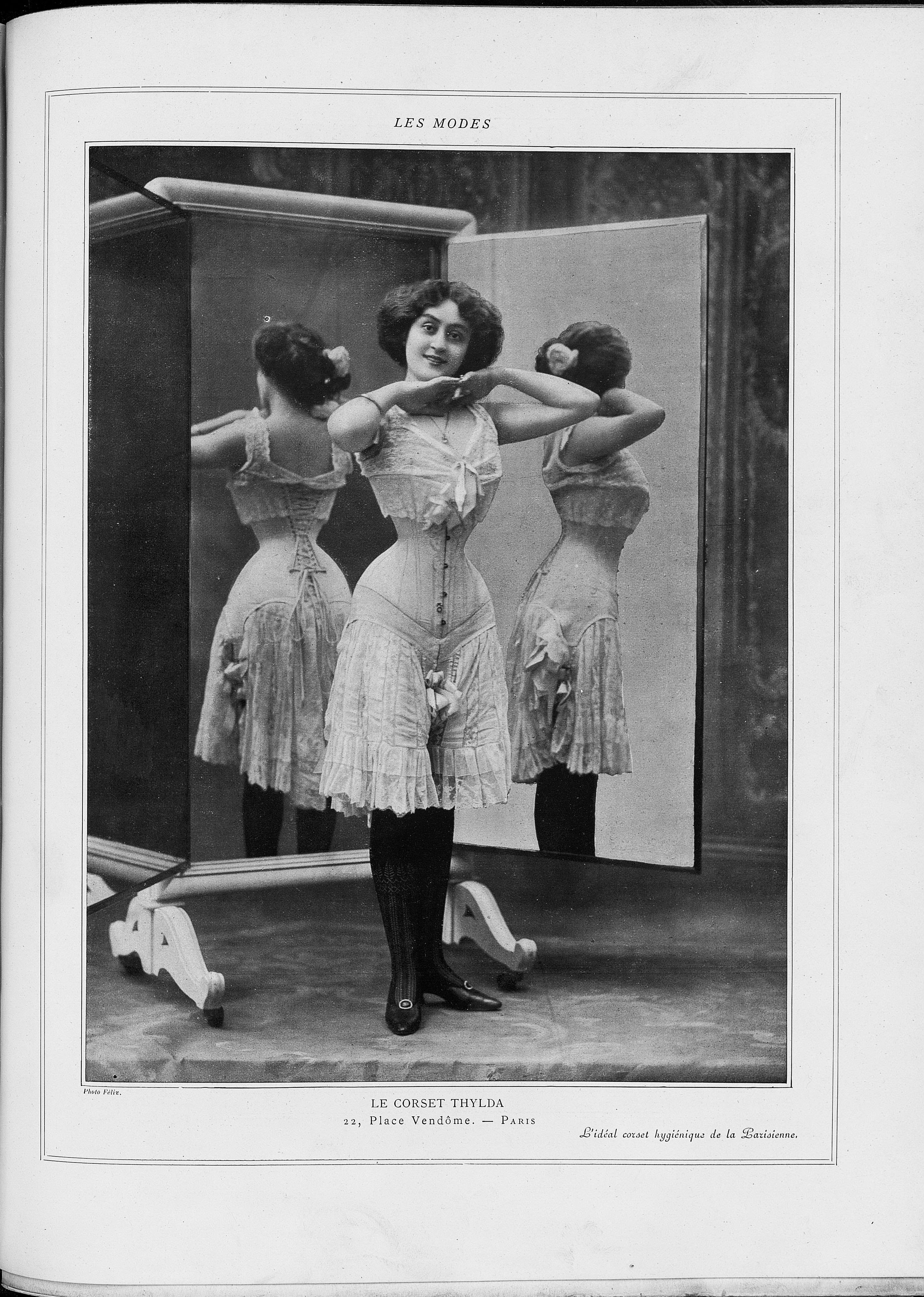
Thylda fűző (1908)
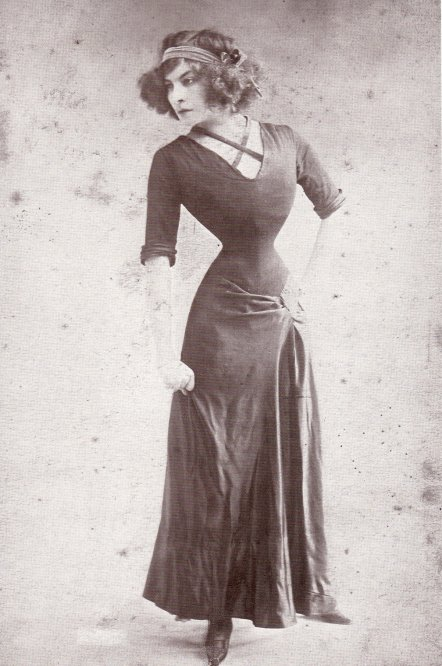
Polaire, francia szinésznő (1900)
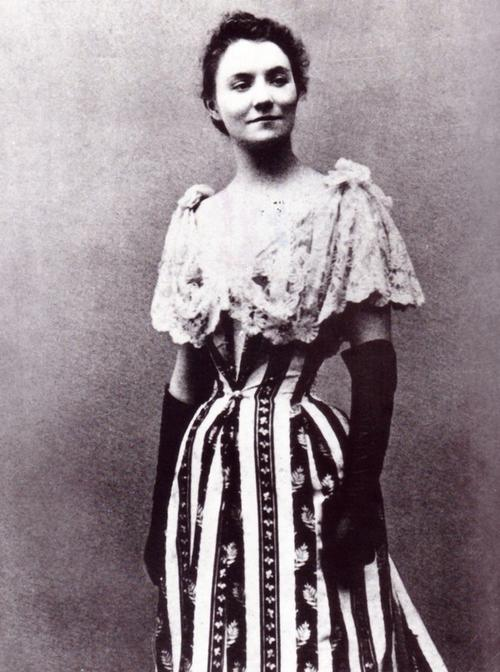
Yvette Guilbert (1890)
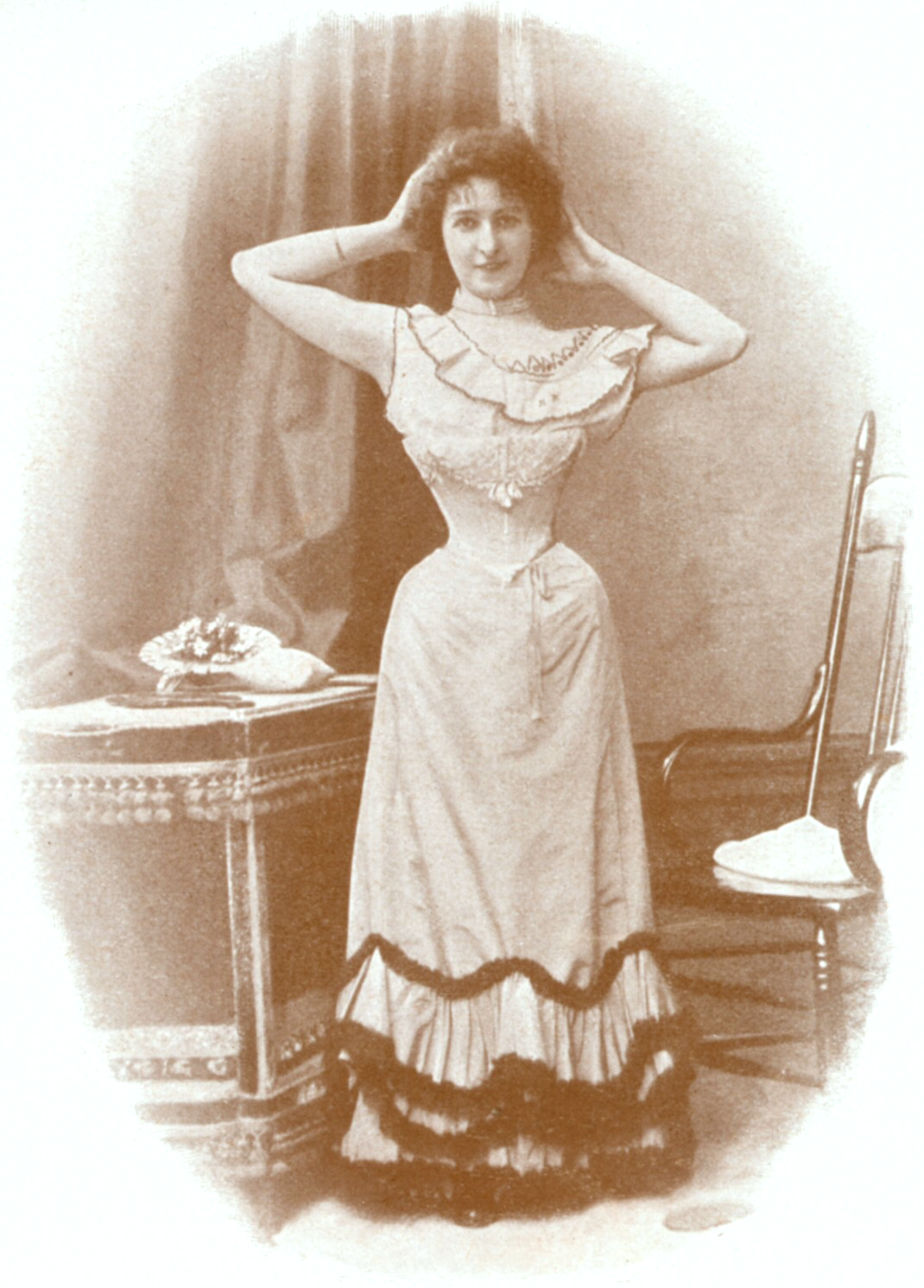
(1898)
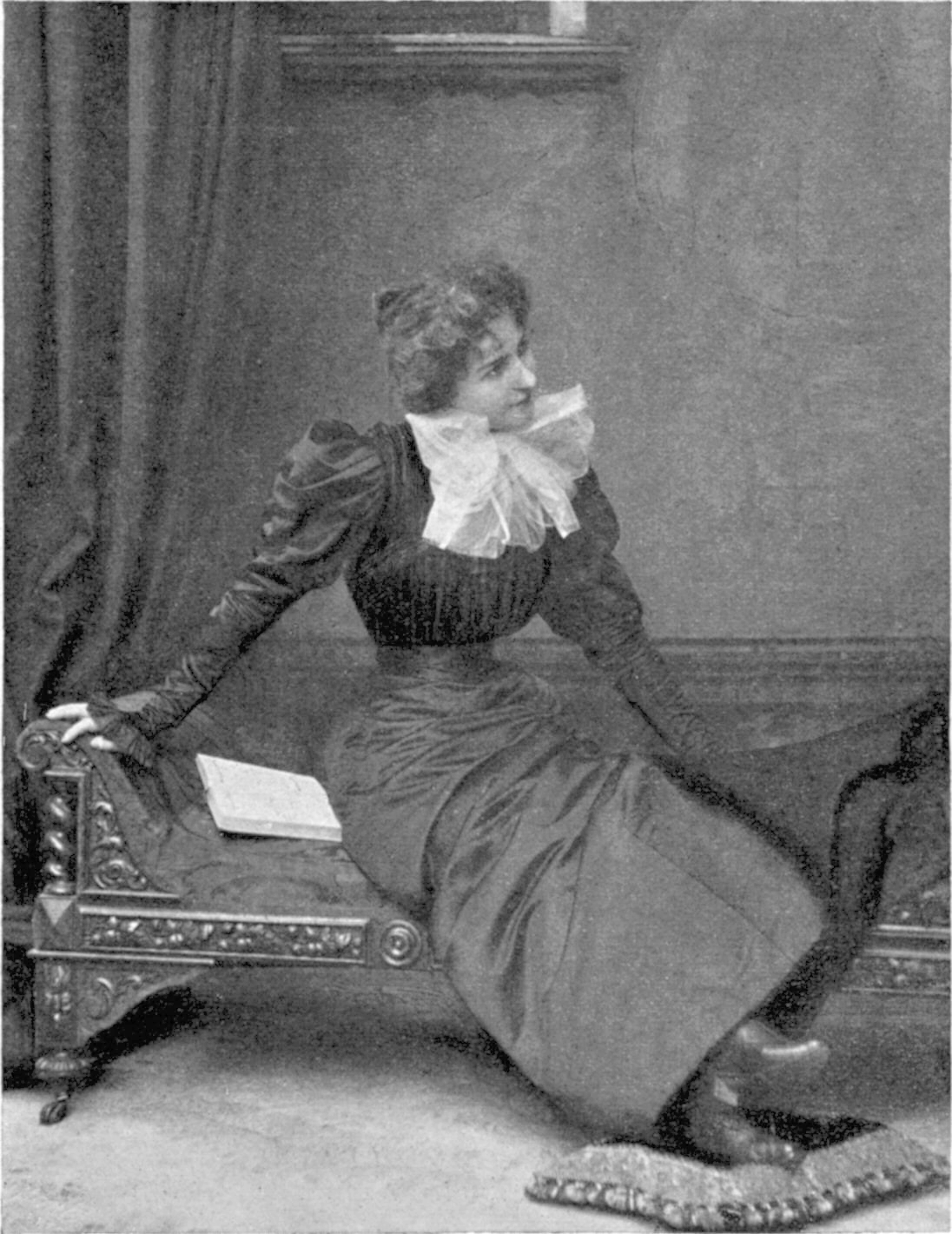
(1898)
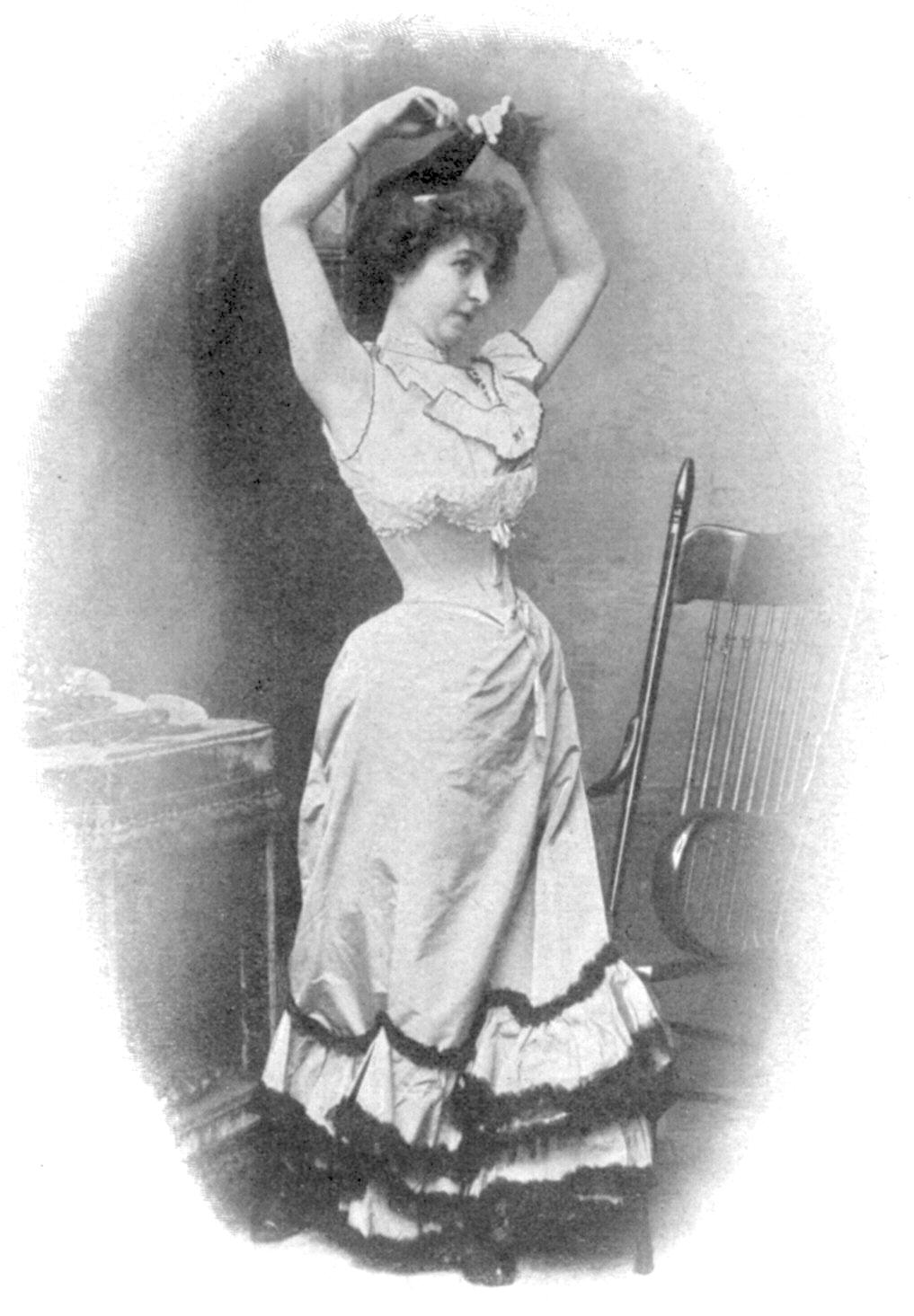
(1898)
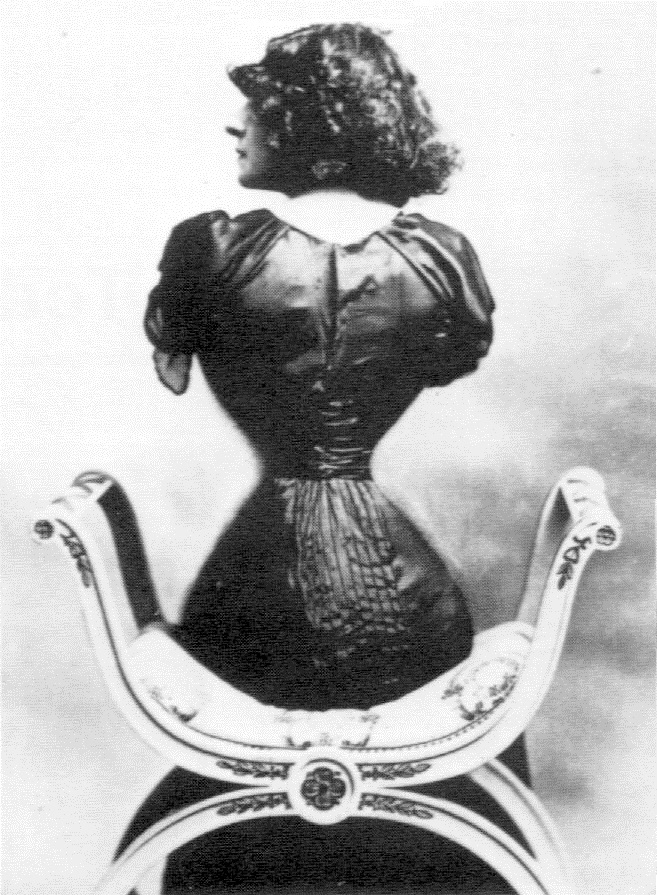
Polaire, francia szinésznő (1900)
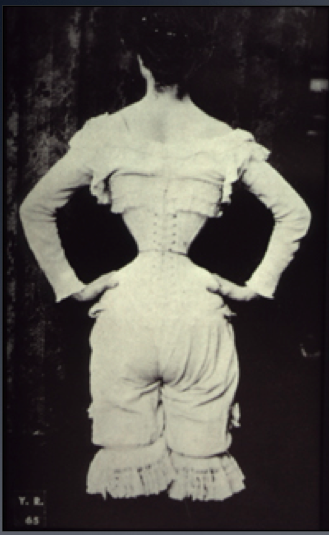
(1890)